# 26973 Лала
26973 Лала (26973 Lala) — астероїд головного поясу, відкритий 29 вересня 1997 року.
Тіссеранів параметр щодо Юпітера — 3,358.